# Стапран, Освальд Андреевич
Освальд Андреевич Стапран (25 января 1901, д. Берково, Витебская губерния, Российская империя — 29 февраля 1984, Москва, СССР) — советский архитектор-конструктивист, один из авторов проекта гостиницы «Москва» и ряда других московских зданий и кварталов.

## Биография и творчество
Родился в 1901 году в крестьянской семье в деревне Берково Витебской губернии. В 1918 году переехал в Москву, поступил на инженерно-строительный факультет Московского высшего технического училища, который окончил в 1925 году.
Работал в должности архитектора в проектной мастерской № 2 Моссовета. В 1926—1928 годах участвовал в проектировании и застройке квартала «Нижняя Пресня» на Мантулинской улице, в 1930 году — комплекса жилых домов на Писцовой улице. В 1931 году на 2-й Тверской-Ямской улице по проекту Стапрана был выстроен многоквартирный жилой дом кооператива «Сахаротрест», предназначенный для временного проживания приглашённых в СССР зарубежных специалистов в сахарной промышленности.
В том же 1931 году выполненный Стапраном совместно с архитектором Л. И. Савельевым при консультациях Щусева проект победил в конкурсе на строительство гостиницы Моссовета. В 1932—1939 годах Стапран был заместителем архитектора при строительстве гостиницы.
Участвовал в оформлении вестибюлей и зала открытой в 1935 году станции метро «Охотный Ряд». В середине 1930-х годов был слушателем факультета архитектурного усовершенствования Академии архитектуры СССР (ФАУ). В октябре 1935 — январе 1936 года в составе группы окончивших ФАУ аспирантов — ассистентов Академии получил творческую командировку в Европу (Италия, Греция, Франция). Занимал должность главного архитектора института Моспроект ГПИ 7 Госстроя СССР.
В 1939—1940 годах по проекту Стапрана построен жилой дом на Садовой-Самотёчной улице, в 1954 году — павильон «Главхлеб» на ВДНХ.
В 1965 году вышел на пенсию, но продолжал творческую и научную работу. Участвовал в выставках живописи и графики. Умер в 1984 году в Москве, похоронен в колумбарии Николо-Архангельского кладбища.

## Участие в проекте гостиницы «Москва»
Историю строительства гостиницы «Москва» исследователи называют «запутанной» и «до сих пор тщательно не изучен[ной]». Победивший в конкурсе проект Стапрана и Савельева был выполнен в стиле популярного в 1920-х годах конструктивизма и ориентирован на решение поставленных перед конкурсантами задач, в первую очередь, функциональность и удобство. В начале 1930-х годов направление развития советской архитектуры изменилось, начался поворот к классическим линиям.
«Москва» в полной мере отразила то жестокое время, в которое она строилась. Жертвами стали и сами зодчие.
Параллельно со строительством гостиницы, начавшимся в 1932 году, Стапран и Савельев вели разработку проекта в соответствии с новыми требованиями заказчика. Процесс затягивался, и в конце 1933 года по решению Моссовета к работе был привлечён А. В. Щусев, назначенный главным архитектором строительства. Стапран и Савельев получили распоряжение «полностью подчиняться указаниям т. Щусева». В ходе строительства у архитекторов возникали конфликты. В 1937 году Стапран и Савельев поставили вопрос о нарушении их авторских прав, обратившись в газету «Правда» с письмом, где обвиняли Щусева в присвоении авторства проекта. Письмо положило начало травле Щусева, архитектор был на время отстранён от работы, затем ситуация повернулась в обратную сторону — после требования Стапрана и Савельева убрать фамилию Щусева из списка авторов проекта в готовящейся книге о гостинице «Москва» за Щусева вступилась архитектурная общественность, он был возвращён в проект.
В 1938 году вопрос рассматривался на заседании секретариата правления Союза советских архитекторов, вынесшем решение о равноправном авторстве проекта с перечислением фамилий архитекторов в алфавитном порядке.
С начала 1940-х годов упоминания имён О. Стапрана и Л. Савельева в архивных материалах строительства гостиницы «Москва» отсутствуют.
Москвовед А. Васькин отмечает, что «сейчас трудно определить, в какой части каждый из трёх зодчих внёс свой вклад в проект гостиницы».
По оценке искусствоведа А. И. Комеча, «создан[ная] на рубеже перехода от конструктивизма к подавляющему сталинскому ампиру» архитектура гостиницы «хранит рациональные и приветливые черты традиции 1920-х годов»:

Вероятно, они связаны с творчеством авторов основного проекта — Л. И. Савельева и О. А. Стапрана. Выполненная А. В. Щусевым декорация фасадов была наложена на эти объёмы, но не изменила их характер.
Отмечая существование двух противоположных тенденций в оценках исследователей конца XX — начала XXI века: выдвижения на главную роль А. В. Щусева и полного замалчивания его участия в проекте, и рассматривая их истоки, историк А. Рогачёв указывает на «несправедливость этих крайних течений»:

…Щусев сумел придать фасадам бо́льшую живописность, пластичность, что помогло придать зданию облик настоящей столичной гостиницы, вписать его в окружение, сделать более нарядным и приветливым. Однако это ни в коей мере не умаляет значения работы, выполненной Савельевым и Стапраном, которые создали чёткую и логичную планировку гостиницы, а также её своеобразный, запоминающийся силуэт. И сегодня при упоминании авторов гостиницы «Москва» нужно отдавать должное всем троим…

## Работы

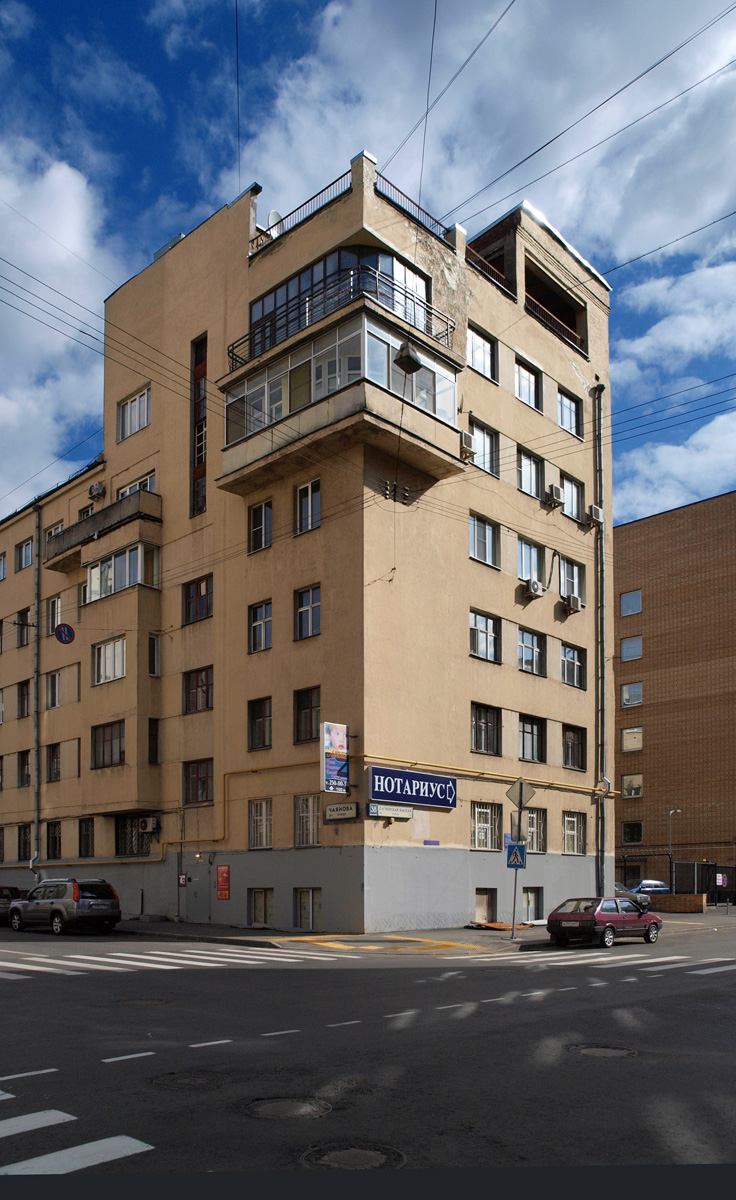
Дом Сахаротреста. Угол 2-й Тверской-Ямской и улицы Чаянова. 2009

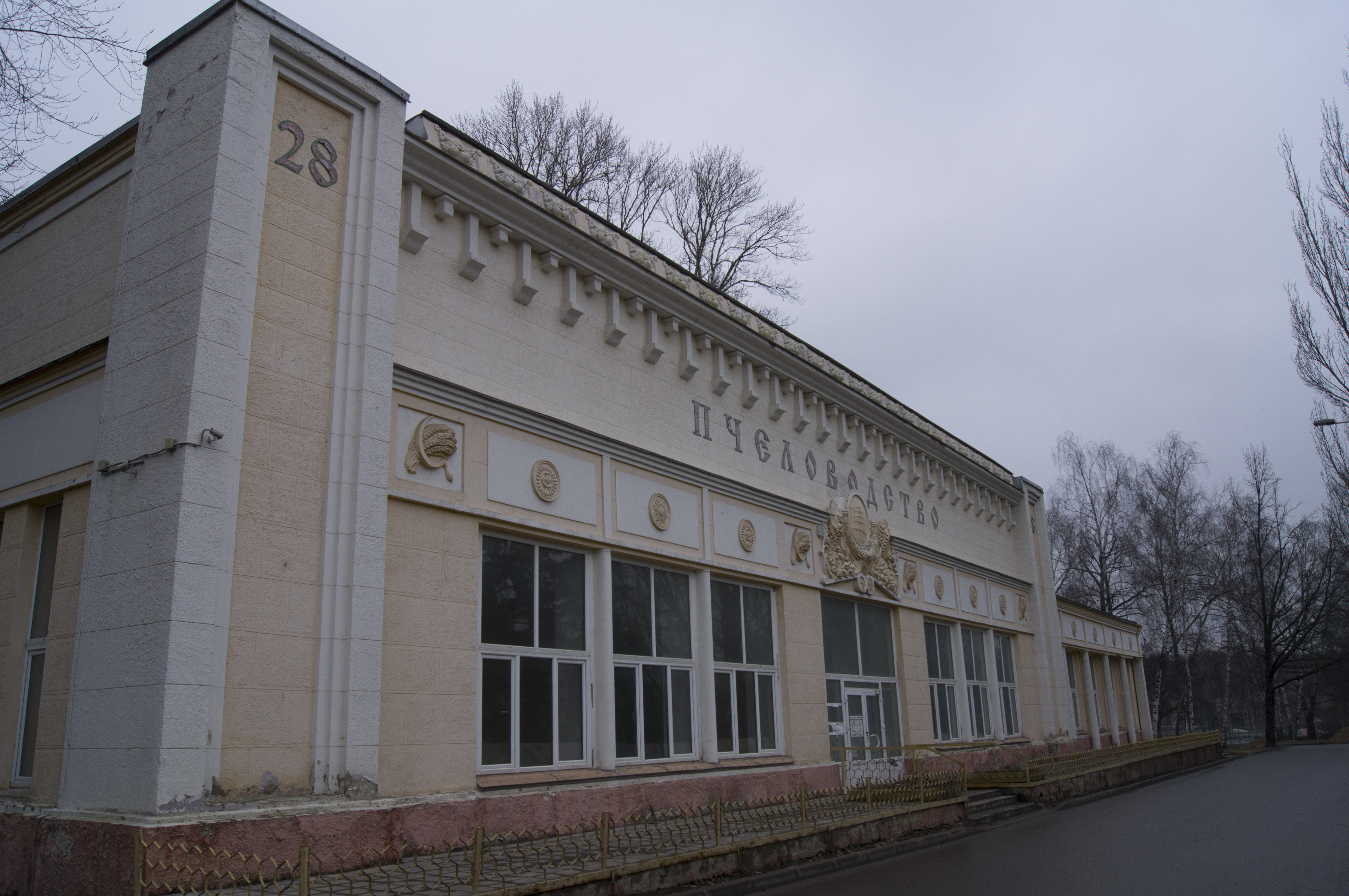
Павильон «Пчеловодство» (бывш. «Главхлеб») на ВДНХ. 2017

- 1926—1928 — квартал «Нижняя Пресня» на Мантулинской улице, № 10—20 (совместно с Н. Антоновым, В. Бибиковым, Б. Блохиным, Н. Волковым, П. Грушиным, И. Звездиным, Н. Малининым, Б. Улиничем)[20]
- 1930 — комплекс жилых домов на Писцовой улице, № 16
- 1931 —  памятник архитектуры (вновь выявленный объект) многоквартирный жилой дом кооператива «Сахаротрест» на 2-й Тверской-Ямской улице, № 38
- 1931—1939 —  памятник архитектуры (вновь выявленный объект) гостиница Моссовета (переименована в гостиницу «Москва») на улице Охотный Ряд, № 2 (совместно с Л. И. Савельевым и А. В. Щусевым)[6][7][21]
- 1935 —  памятник архитектуры (вновь выявленный объект) вестибюли и станционный зал метро «Охотнорядская» (в дальнейшем носила названия «Охотный Ряд», «Станция имени Л. М. Кагановича», «Проспект Маркса»; совместно с А. В. Щусевым, Д. Н. Чечулиным, Л. И. Савельевым)[22]
- 1939—1940 — жилой дом на Садовой-Самотечной улице, № 9 (совместно с Л. И. Савельевым)[23]
- 1954 — торговый павильон «Главхлеб» на ВДНХ (в дальнейшем носил названия «Павильон № 5 тематических выставок», «Пчеловодство»)[1][3][24]

## Наследие
Спроектированные О. А. Стапраном жилые дома сохранили своё назначение в XXI веке.
Построенный в 1931 году дом кооператива «Сахаротрест» после Великой Отечественной войны был оборудован отсутствовавшими в проекте Стапрана лифтами, на фасаде здания размещены лифтовые шахты. В 2017 году дом получил статус выявленного объекта культурного наследия как памятник эпохи конструктивизма. По оценке руководителя Департамента культурного наследия города Москвы А. Емельянова:

Дом Сахаротреста ценен именно тем, что полностью сохранил свою первоначальную объёмно-пространственную, планировочную структуру, а также архитектурно-композиционные решения, характерные для построек в стиле конструктивизма конца 1920-х — начала 1930-х годов.
Вторая очередь работ по строительству гостиницы «Москва» была завершена после войны без участия О. А. Стапрана. В 2003 году гостиница была закрыта, в 2004 году здание демонтировано. В 2005—2008 годах на том же месте возведено новое здание, повторяющее очертания разрушенной гостиницы. Гостиница «Москва» и станция метро «Охотный ряд» причислены к выявленным объектам культурного наследия.
Материалы, связанные с жизнью и деятельностью О. А. Стапрана, находятся в РГАЛИ.

## Семья
- Супруга — Евгения Дмитриевна Стапран (Алексеева) (1917—1995) — актриса, затем сотрудник Киностудии имени М. Горького
- Дочь — Эльза Освальдовна Ярославская (р. 1938) — окончила аспирантуру МГУ, работала во Всесоюзной книжной палате и в Государственной библиотеке имени Ленина
- Дочь — Жанна Освальдовна Еровченкова (р. 1945) — окончила Московский институт культуры, работала во Всесоюзной книжной палате и в Государственной библиотеке им. Ленина.
- Сын — Андрей Освальдович Стапран (р. 1947) — режиссёр-постановщик научно-популярных фильмов. Сыграл роль Гурда в фильме А. Роу «Королевство кривых зеркал» (1963)[29]

## Комментарии
1. ↑  Ряд исследователей считает, что письмо было «инициировано сверху»[13][11].